# Kansas (Band)/Diskografie
Diese Diskografie ist eine Übersicht über die musikalischen Werke der US-amerikanischen Rock-Musikgruppe Kansas. Den Schallplattenauszeichnungen zufolge hat sie bisher mehr als 24,9 Millionen Tonträger verkauft, davon alleine in ihrer Heimat über 23 Millionen. Ihre erfolgreichste Veröffentlichung ist die Single Carry On Wayward Son mit über 4,9 Millionen verkauften Einheiten.

## Alben

### Studioalben
| Jahr | Titel Musiklabel                                     | Höchstplatzierung, Gesamtwochen, AuszeichnungChartplatzierungen (Jahr, Titel, Musiklabel, Platzierungen, Wochen, Auszeichnungen, Anmerkungen) | Höchstplatzierung, Gesamtwochen, AuszeichnungChartplatzierungen (Jahr, Titel, Musiklabel, Platzierungen, Wochen, Auszeichnungen, Anmerkungen) | Höchstplatzierung, Gesamtwochen, AuszeichnungChartplatzierungen (Jahr, Titel, Musiklabel, Platzierungen, Wochen, Auszeichnungen, Anmerkungen) | Höchstplatzierung, Gesamtwochen, AuszeichnungChartplatzierungen (Jahr, Titel, Musiklabel, Platzierungen, Wochen, Auszeichnungen, Anmerkungen) | Höchstplatzierung, Gesamtwochen, AuszeichnungChartplatzierungen (Jahr, Titel, Musiklabel, Platzierungen, Wochen, Auszeichnungen, Anmerkungen) | Anmerkungen                              |
| Jahr | Titel Musiklabel                                     | DE | AT | CH | UK | US | Anmerkungen                              |
| ---- | ---------------------------------------------------- | --- | --- | --- | --- | --- | ---------------------------------------- |
| 1974 | Kansas Kirshner Records (CBS Records)                | — | — | — | — | US174 Gold · (10 Wo.)US | Erstveröffentlichung: 8. März 1974       |
| 1975 | Song for America Kirshner Records (CBS Records)      | — | — | — | — | US57 Gold · (15 Wo.)US | Erstveröffentlichung: 3. Februar 1975    |
| 1975 | Masque Kirshner Records (CBS Records)                | — | — | — | — | US70 Gold · (20 Wo.)US | Erstveröffentlichung: 20. September 1975 |
| 1976 | Leftoverture Kirshner Records (CBS Records)          | — | — | — | — | US5 ×4Vierfachplatin · (42 Wo.)US | Erstveröffentlichung: 21. Oktober 1976   |
| 1977 | Point of Know Return Kirshner Records (CBS Records)  | — | — | — | — | US4 ×4Vierfachplatin · (51 Wo.)US | Erstveröffentlichung: 11. Oktober 1977   |
| 1979 | Monolith Kirshner Records (CBS Records)              | — | — | — | — | US10 Gold · (24 Wo.)US | Erstveröffentlichung: 14. Mai 1979       |
| 1980 | Audio-Visions Kirshner Records (CBS Records)         | — | — | — | — | US26 Gold · (21 Wo.)US | Erstveröffentlichung: 11. September 1980 |
| 1982 | Vinyl Confessions Kirshner Records (CBS Records)     | DE36 (11 Wo.)DE | — | — | — | US16 (20 Wo.)US | Erstveröffentlichung: 17. Juni 1982      |
| 1983 | Drastic Measures Kirshner Records (CBS Records)      | — | — | — | — | US41 (21 Wo.)US | Erstveröffentlichung: 14. Juli 1983      |
| 1986 | Power MCA Records (MCA)                              | — | — | — | — | US35 (27 Wo.)US | Erstveröffentlichung: 28. November 1986  |
| 1988 | In the Spirit of Things MCA Records (MCA)            | — | — | — | — | US114 (7 Wo.)US | Erstveröffentlichung: 7. Oktober 1988    |
| 1995 | Freaks of Nature Intersound (Intersound)             | — | — | — | — | — | Erstveröffentlichung: 29. Mai 1995       |
| 1998 | Always Never the Same River North Records (Polygram) | — | — | — | — | — | Erstveröffentlichung: 19. Mai 1998       |
| 2000 | Somewhere to Elsewhere Magna Carta (Magna Carta)     | — | — | — | — | — | Erstveröffentlichung: 11. Juli 2000      |
| 2016 | The Prelude Implicit InsideOut Music (Sony)          | DE25 (2 Wo.)DE | — | CH23 (1 Wo.)CH | — | US41 (1 Wo.)US | Erstveröffentlichung: 23. September 2016 |
| 2020 | The Absence of Presence InsideOut Music (Sony)       | DE7 (3 Wo.)DE | AT34 (1 Wo.)AT | CH4 (4 Wo.)CH | — | — | Erstveröffentlichung: 17. Juli 2020      |

grau schraffiert: keine Chartdaten aus diesem Jahr verfügbar

### Livealben
| Jahr | Titel Musiklabel                                                          | Höchstplatzierung, Gesamtwochen, AuszeichnungChartplatzierungen (Jahr, Titel, Musiklabel, Platzierungen, Wochen, Auszeichnungen, Anmerkungen) | Höchstplatzierung, Gesamtwochen, AuszeichnungChartplatzierungen (Jahr, Titel, Musiklabel, Platzierungen, Wochen, Auszeichnungen, Anmerkungen) | Höchstplatzierung, Gesamtwochen, AuszeichnungChartplatzierungen (Jahr, Titel, Musiklabel, Platzierungen, Wochen, Auszeichnungen, Anmerkungen) | Höchstplatzierung, Gesamtwochen, AuszeichnungChartplatzierungen (Jahr, Titel, Musiklabel, Platzierungen, Wochen, Auszeichnungen, Anmerkungen) | Höchstplatzierung, Gesamtwochen, AuszeichnungChartplatzierungen (Jahr, Titel, Musiklabel, Platzierungen, Wochen, Auszeichnungen, Anmerkungen) | Anmerkungen                             |
| Jahr | Titel Musiklabel                                                          | DE | AT | CH | UK | US | Anmerkungen                             |
| ---- | ------------------------------------------------------------------------- | --- | --- | --- | --- | --- | --------------------------------------- |
| 1978 | Two for the Show Kirshner Records (CBS Records)                           | — | — | — | — | US32 Platin · (19 Wo.)US | Erstveröffentlichung: 6. September 1978 |
| 1992 | Live at the Whiskey Intersound (Intersound)                               | — | — | — | — | — | Erstveröffentlichung: 7. Juli 1992      |
| 1998 | King Biscuit Flower Hour Presents Kansas King Biscuit Flower Hour Records | — | — | — | — | — | Erstveröffentlichung: 20. Oktober 1998  |
| 2002 | Device – Voice – Drum Compendia Music Group                               | — | — | — | — | — | Erstveröffentlichung: 8. Oktober 2002   |
| 2009 | There’s Know Place Like Home InsideOut Music (Sony)                       | — | — | — | — | — | Erstveröffentlichung: 2009              |
| 2017 | Leftoverture – Live & Beyond InsideOut Music (Sony)                       | DE77 (1 Wo.)DE | — | CH65 (1 Wo.)CH | — | — | Erstveröffentlichung: 3. November 2017  |
| 2021 | Point of Know Return – Live & Beyond InsideOut Music (Sony)               | DE44 (2 Wo.)DE | — | CH23 (2 Wo.)CH | — | — | Erstveröffentlichung: 28. Mai 2021      |

grau schraffiert: keine Chartdaten aus diesem Jahr verfügbar

### Kompilationen
| Jahr | Titel Musiklabel                                                       | Höchstplatzierung, Gesamtwochen, AuszeichnungChartplatzierungen (Jahr, Titel, Musiklabel, Platzierungen, Wochen, Auszeichnungen, Anmerkungen) | Höchstplatzierung, Gesamtwochen, AuszeichnungChartplatzierungen (Jahr, Titel, Musiklabel, Platzierungen, Wochen, Auszeichnungen, Anmerkungen) | Höchstplatzierung, Gesamtwochen, AuszeichnungChartplatzierungen (Jahr, Titel, Musiklabel, Platzierungen, Wochen, Auszeichnungen, Anmerkungen) | Höchstplatzierung, Gesamtwochen, AuszeichnungChartplatzierungen (Jahr, Titel, Musiklabel, Platzierungen, Wochen, Auszeichnungen, Anmerkungen) | Höchstplatzierung, Gesamtwochen, AuszeichnungChartplatzierungen (Jahr, Titel, Musiklabel, Platzierungen, Wochen, Auszeichnungen, Anmerkungen) | Anmerkungen                           |
| Jahr | Titel Musiklabel                                                       | DE | AT | CH | UK | US | Anmerkungen                           |
| ---- | ---------------------------------------------------------------------- | --- | --- | --- | --- | --- | ------------------------------------- |
| 1984 | The Best of Kansas CBS Records (CBS Records)                           | — | — | — | — | US154 ×4Vierfachplatin · (5 Wo.)US | Erstveröffentlichung: 31. Juli 1984   |
| 1990 | Carry On auch bekannt als: On The Other Side CBS Records (CBS Records) | — | — | — | — | — | Erstveröffentlichung: 1990            |
| 1994 | Kansas Legacy Records (Sony)                                           | — | — | — | — | — | Erstveröffentlichung: 21. Juli 1994   |
| 2002 | The Ultimate Kansas Legacy Records (Sony)                              | — | — | — | — | — | Erstveröffentlichung: 2002            |
| 2004 | The Best of: Closet Chronicles Legacy Records (Sony)                   | — | — | — | — | — | Erstveröffentlichung: 19. Januar 2004 |
| 2004 | Sail On: The 30th Anniversary Collection Legacy Records (Sony)         | — | — | — | — | — | Erstveröffentlichung: 2004            |
| 2006 | Works in Progress Intersound (Intersound)                              | — | — | — | — | — | Erstveröffentlichung: 2006            |
| 2008 | Playlist: The Very Best of Kansas Legacy Records (Sony)                | — | — | — | — | — | Erstveröffentlichung: 29. April 2008  |
| 2015 | Miracles Out of Nowhere Legacy Records (Sony)                          | — | — | — | — | US68 (1 Wo.)US | Erstveröffentlichung: 23. März 2015   |

## Singles
| Jahr | Titel Album                                    | Höchstplatzierung, Gesamtwochen, AuszeichnungChartplatzierungen (Jahr, Titel, Album, Platzierungen, Wochen, Auszeichnungen, Anmerkungen) | Höchstplatzierung, Gesamtwochen, AuszeichnungChartplatzierungen (Jahr, Titel, Album, Platzierungen, Wochen, Auszeichnungen, Anmerkungen) | Höchstplatzierung, Gesamtwochen, AuszeichnungChartplatzierungen (Jahr, Titel, Album, Platzierungen, Wochen, Auszeichnungen, Anmerkungen) | Höchstplatzierung, Gesamtwochen, AuszeichnungChartplatzierungen (Jahr, Titel, Album, Platzierungen, Wochen, Auszeichnungen, Anmerkungen) | Höchstplatzierung, Gesamtwochen, AuszeichnungChartplatzierungen (Jahr, Titel, Album, Platzierungen, Wochen, Auszeichnungen, Anmerkungen) | Anmerkungen                                                 |
| Jahr | Titel Album                                    | DE | AT | CH | UK | US | Anmerkungen                                                 |
| ---- | ---------------------------------------------- | --- | --- | --- | --- | --- | ----------------------------------------------------------- |
| 1974 | Can I Tell You Kansas                          | — | — | — | — | — | Erstveröffentlichung: Mai 1974                              |
| 1974 | Lonely Wind Kansas                             | — | — | — | — | — | Erstveröffentlichung: 30. Dezember 1974                     |
| 1975 | Song for America                               | — | — | — | — | — | Erstveröffentlichung: April 1975                            |
| 1976 | It Takes a Woman’s Love (To Make a Man) Masque | — | — | — | — | — | Erstveröffentlichung: Januar 1976                           |
| 1976 | Carry On Wayward Son Leftoverture              | DE— GoldDE | — | — | UK51 Platin · (7 Wo.)UK | US11 ×4Vierfachplatin · (20 Wo.)US | Erstveröffentlichung: 23. November 1976 Verkäufe: 4.955.000 |
| 1977 | What’s on My Mind Leftoverture                 | — | — | — | — | — | Erstveröffentlichung: 19. Mai 1977                          |
| 1977 | Point of Know Return                           | — | — | — | — | US28 (14 Wo.)US | Erstveröffentlichung: 7. Oktober 1977                       |
| 1978 | Dust in the Wind Point of Know Return          | DE— GoldDE | — | — | UK— SilberUK | US6 ×3Gold + Dreifachplatin (Digital) · (20 Wo.)US                                                                                       | Erstveröffentlichung: 16. Januar 1978 Verkäufe: 4.245.000   |
| 1978 | Portrait (He Knew) Point of Know Return        | — | — | — | — | US64 (6 Wo.)US | Erstveröffentlichung: Mai 1978                              |
| 1979 | Lonely Wind (Live) Two for the Show            | — | — | — | — | US60 (5 Wo.)US | Erstveröffentlichung: 7. Januar 1979                        |
| 1979 | People of the South Wind Monolith              | — | — | — | — | US23 (12 Wo.)US | Erstveröffentlichung: 14. Mai 1979                          |
| 1979 | Reason to Be Monolith                          | — | — | — | — | US52 (8 Wo.)US | Erstveröffentlichung: 17. August 1979                       |
| 1980 | Hold On Audio-Visions                          | — | — | — | — | US40 (11 Wo.)US | Erstveröffentlichung: 7. September 1980                     |
| 1980 | Got to Rock On Audio-Visions                   | — | — | — | — | US76 (5 Wo.)US | Erstveröffentlichung: 7. Dezember 1980                      |
| 1982 | Play the Game Tonight Vinyl Confessions        | — | — | — | — | US17 (15 Wo.)US | Erstveröffentlichung: 19. Mai 1982                          |
| 1982 | Right Away Vinyl Confessions                   | — | — | — | — | US73 (6 Wo.)US | Erstveröffentlichung: 30. Juli 1982                         |
| 1983 | Fight Fire with Fire Drastic Measures          | — | — | — | — | US58 (7 Wo.)US | Erstveröffentlichung: 21. August 1983                       |
| 1983 | Everybody’s My Friend Drastic Measures         | — | — | — | — | — | Erstveröffentlichung: 3. November 1983                      |
| 1986 | All I Wanted Power                             | — | — | — | — | US19 (18 Wo.)US | Erstveröffentlichung: 6. Oktober 1986                       |
| 1987 | Power                                          | — | — | — | — | US84 (4 Wo.)US | Erstveröffentlichung: 27. Februar 1987                      |
| 1987 | Can’t Cry Anymore Power                        | — | — | — | — | — | Erstveröffentlichung: 31. März 1987                         |
| 1988 | Stand Beside Me In the Spirit of Things        | — | — | — | — | — | Erstveröffentlichung: 31. Oktober 1988                      |
| 1994 | Wheels –                                       | — | — | — | — | — | Erstveröffentlichung: 1994                                  |
| 2020 | Throwing Mountains The Absence of Presence     | — | — | — | — | — | Erstveröffentlichung: 17. April 2020                        |
| 2020 | Memories Down the Line The Absence of Presence | — | — | — | — | — | Erstveröffentlichung: 15. Mai 2020                          |

## Statistik

### Chartauswertung
|                     | DE    | AT    | CH    | UK    | US     |
| ------------------- | ----- | ----- | ----- | ----- | ------ |
| Nummer-eins-Alben   | DE—DE | AT—AT | CH—CH | UK—UK | US—US  |
| Top-10-Alben        | DE1DE | AT—AT | CH1CH | UK—UK | US3US  |
| Alben in den Charts | DE5DE | AT1AT | CH4CH | UK—UK | US15US |

|                       | DE    | AT    | CH    | UK    | US     |
| --------------------- | ----- | ----- | ----- | ----- | ------ |
| Nummer-eins-Singles   | DE—DE | AT—AT | CH—CH | UK—UK | US—US  |
| Top-10-Singles        | DE—DE | AT—AT | CH—CH | UK—UK | US1US  |
| Singles in den Charts | DE—DE | AT—AT | CH—CH | UK1UK | US14US |

### Auszeichnungen für Musikverkäufe
| Goldene Schallplatte - Dänemark - 2024: für die Single Carry On Wayward Son - Italien - 2024: für die Single Dust in the Wind - Kanada - 1979: für die Single Dust in the Wind - 1979: für das Album Monolith - 1979: für das Album Kansas | Platin-Schallplatte - Kanada - 1978: für das Album Point of Know Return - 1978: für das Album Leftoverture 2× Platin-Schallplatte - Neuseeland - 2024: für die Single Carry On Wayward Son - Spanien - 2025: für die Single Dust in the Wind |

Anmerkung: Auszeichnungen in Ländern aus den Charttabellen bzw. Chartboxen sind in ebendiesen zu finden.
| Land/RegionAuszeichnungen für Musikverkäufe (Land/Region, Auszeichnungen, Verkäufe, Quellen) | Silber  | Gold       | Platin       | Verkäufe   | Quellen             |
| -------------------------------------------------------------------------------------------- | ------- | ---------- | ------------ | ---------- | ------------------- |
| Dänemark (IFPI)                                                                              | —       | Gold1      | —            | 45.000     | ifpi.dk             |
| Deutschland (BVMI)                                                                           | —       | 2× Gold2   | —            | 550.000    | musikindustrie.de   |
| Italien (FIMI)                                                                               | —       | Gold1      | —            | 50.000     | fimi.it             |
| Kanada (MC)                                                                                  | —       | 3× Gold3   | 2× Platin2   | 350.000    | musiccanada.com     |
| Neuseeland (RMNZ)                                                                            | —       | —          | 2× Platin2   | 60.000     | radioscope.co.nz    |
| Spanien (Promusicae)                                                                         | —       | —          | 2× Platin2   | 120.000    | elportaldemusica.es |
| Vereinigte Staaten (RIAA)                                                                    | —       | 6× Gold6   | 20× Platin20 | 23.000.000 | riaa.com            |
| Vereinigtes Königreich (BPI)                                                                 | Silber1 | —          | Platin1      | 800.000    | bpi.co.uk           |
| Insgesamt                                                                                    | Silber1 | 13× Gold13 | 27× Platin27 |            |                     |